# KSC Wielsbeke
KSC Wielsbeke – belgijski klub piłkarski, mający siedzibę w mieście Wielsbeke. Obecnie występuje w Belgisch provinciaal voetbal.